# Valderrodilla
Valderrodilla és un municipi de la província de Sòria, a la comunitat autònoma de Castella i Lleó.